# フランティシェク・クドラーチェク
フランティシェク・クドラーチェク(チェコ語: František Kudláček, 1894年5月11日 – 1972年8月26日)は、チェコのヴァイオリニスト。

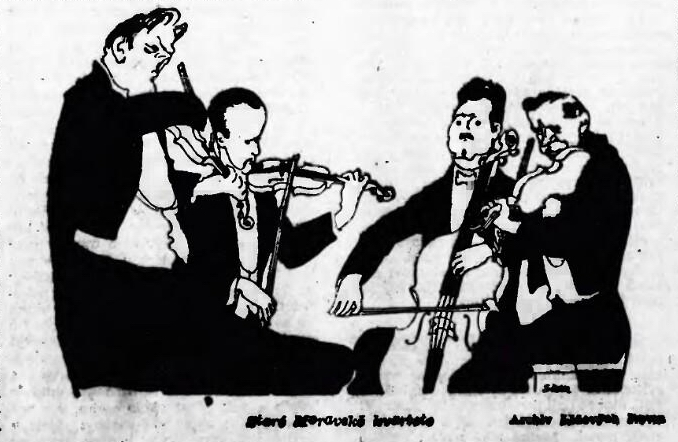
クドラーチェク神父(左)が率いるモラヴィア・クァルテット, Lidové noviny (1941)

## 略歴
1894年、ミレヴスコに生まれる。父ヴァーツラフは音楽教師で地元の聖歌隊の指揮者かつブルジョア学校の校長であり、母アンナはピアニストであった。ピーセクの音楽学校を経てプラハ音楽院に進学し、フェルディナント・ラハナーとシュティエパーン・スシーの薫陶を受けた。1914年にプラハ音楽院を卒業した。
第一次世界大戦中は、ハンガリーのイタリア戦線に兵士として赴き、当地の軍楽隊付のソリストを務めた。1919年には、フランティシェク・ノイマンの指揮下でブルノ国民劇場のコンサートマスターを務めた。1921年から1946年までブルノ音楽院のヴァイオリン科教授を務める。1947年には設立されたばかりのヤナーチェク音楽学校に移籍し、1950年から1959年までそこの研究科長を務めた。1961年から翌年、さらに1969年から1972年までの2期間ヤナーチェク音楽学校の学長を歴任し、モラヴィア作曲家クラブの会員にも所属した。1923年から1959年までは弦楽四重奏団も主宰した。1972年、ブルノにて死去。

## 主要な門下生
主な門弟は以下の通り
- Libor Hlaváček
- Bohdan Warchal

### 著書
- Československý hudební slovník osob a institucí. Svazek 1. Praha: Státní hudební vydavatelství, 1963. 853 s. S. 782.